# Paratunka
Paratunka (in lingua russa Паратунка) è una città di 1 767 abitanti situata nel Territorio della Kamčatka, in Russia.